# Mallorca Championships
Mallorca Championships – męski turniej tenisowy kategorii ATP Tour 250 zaliczany do cyklu ATP Tour, rozgrywany na kortach trawiastych w hiszpańskim Santa Ponça od 2021 roku.
Pierwsza edycja zawodów miała się odbyć w 2020 roku, jednak została ona odwołana z powodu pandemii COVID-19.

## Mecze finałowe

### Gra pojedyncza mężczyzn
| Rok  | Zwycięzca           | Finalista             | Wynik            |
| 2025 | Tallon Griekspoor   | Corentin Moutet       | 7:5, 7:6(3)      |
| 2024 | Alejandro Tabilo    | Sebastian Ofner       | 6:3, 6:4         |
| 2023 | Christopher Eubanks | Adrian Mannarino      | 6:1, 6:4         |
| 2022 | Stefanos Tsitsipas  | Roberto Bautista-Agut | 6:4, 3:6, 7:6(2) |
| 2021 | Daniił Miedwiediew  | Sam Querrey           | 6:4, 6:2         |

### Gra podwójna mężczyzn
| Rok  | Zwycięzcy                         | Finaliści                          | Wynik                |
| 2025 | Santiago González Austin Krajicek | Yuki Bhambri Robert Galloway       | 6:1, 1:6, 15-13      |
| 2024 | Julian Cash Robert Galloway       | Diego Hidalgo Alejandro Tabilo     | 6:4, 6:4             |
| 2023 | Yuki Bhambri Lloyd Harris         | Robin Haase Philipp Oswald         | 6:3, 6:4             |
| 2022 | Rafael Matos David Vega Hernández | Ariel Behar Gonzalo Escobar        | 7:6(5), 6:7(6), 10–1 |
| 2021 | Simone Bolelli Máximo González    | Novak Đoković Carlos Gómez-Herrera | walkower             |